# Victor Torp
Victor Torp Overgaard (Lemvig; 30 de julio de 1999) es un futbolista danés que juega como centrocampista o delantero en el club Coventry City de la EFL Championship. Fue internacional juvenil con Dinamarca.

## Carrera en el club

### Midtjylland
Torp empezó a jugar al fútbol en Lemvig, al noroeste de Jutlandia, a orillas del Limfjord, cuando se incorporó al Lemvig GF. Más tarde fue ojeado por el equipo juvenil del Midtjylland.

#### Fredericia (préstamos)
Poco antes de cumplir 19 años, Torp y sus dos compañeros Sebastian Buch Jensen y Henry Uzochukwu fueron enviados cedidos al club de segunda división de Fredericia.
El 29 de julio de 2018 debutó con la absoluta al ser titular en la derrota por 3-2 en Næstved, en la que marcó un gol en el minuto 37 para el 2-1 provisional. En la primera mitad de la temporada, Torp, utilizado sobre todo como centrocampista derecho, fue utilizado en todos los partidos, pero en la concentración previa al inicio de la segunda mitad de la temporada sufrió una lesión abdominal y luego causó baja por una inflamación en la parte inferior del abdomen, alrededor del pubis.
Su cesión expiró y regresó al Midtjylland. Sin embargo, Torp no disputó ningún partido oficial con el Midtjylland. En enero de 2020, fue cedido de nuevo al Fredericia. Tras recuperarse, Torp jugó con regularidad y fue utilizado en todos los partidos.

#### Lyngby (préstamo)
Una vez finalizada su cesión, regresó al Midtjylland, pero fue cedido de nuevo, esta vez al Lyngby, rival de la liga. Torp, que jugaba principalmente como medio centro, se convirtió rápidamente en titular del equipo candidato al descenso. El 1 de diciembre de 2020 marcó su primer gol en la Danish Superliga, en un empate a domicilio contra el Copenhague (2-2).
Sufrió el descenso a la 1.ª División danesa con el club el 9 de mayo de 2021 tras perder contra el Horsens, último clasificado, antes de regresar al Midtjylland.

#### Kortrijk (préstamo)
El 31 de agosto de 2021, Torp fue cedido al Kortrijk, de la Belgian Pro League (Bélgica), para la temporada 2021-22.

### Sarpsborg 08
El 8 de junio de 2022, Torp, de 22 años, firmó un contrato de tres años con el Sarpsborg 08, club de la Eliteserien en noruega. Torp marcó en su debut en la liga el 7 de agosto contra el Strømsgodset, el único gol de su equipo en una derrota por 3-1. El club concluyó la temporada en octavo lugar, y Torp jugó como titular en la segunda mitad de la temporada, contribuyendo con dos goles en 13 apariciones.
En la temporada siguiente, Torp se convirtió en una figura fundamental en el centro del campo del Sarpsborg, con siete goles en 33 partidos, de los cuales fue titular en 30, contribuyendo de manera significativa a que el equipo acabara octavo en la clasificación.

### Coventry City
El 11 de enero de 2024, Torp firmó oficialmente un contrato de cuatro años y medio por 2 millones de libras con el Coventry City de la EFL Championship. El 26 de enero, Torp marcó su primer gol en su debut con el club en un partido de la cuarta ronda de la FA Cup contra el Sheffield Wednesday que terminó en empate a uno. El 26 de octubre de 2024, Torp marcó su primer gol en la Championship con el Coventry City en una victoria por 3-2 en casa contra el Luton Town.

## Selección nacional
Torp disputó ocho partidos con la selección sub-17 de Dinamarca en 2016, en los que marcó un gol, y participó en el Campeonato de Europa Sub-17 de la UEFA 2016 en Azerbaiyán con esa categoría de edad. Allí, Dinamarca fue eliminada tras la fase de grupos; Torp fue utilizado en todos los partidos. Entre 2016 y 2017, disputó cinco amistosos con la selección sub-18.
Formó parte de la selección danesa sub-19 de 2017 a 2018 y jugó 12 partidos en los que marcó dos goles. También participó en 2018 en la fase de clasificación para el Campeonato de Europa Sub-19 de la UEFA, que se celebró en Finlandia y en el que Dinamarca no participó. En 2018, Torp jugó dos amistosos con la selección sub-20.
El 14 de noviembre de 2020 recibió su primera convocatoria con la selección sub-21 de Dinamarca, al ser seleccionado para el partido de clasificación para el Campeonato de Europa sub-21 de 2021 contra Rumanía.

## Honores
FC Midtjyland U19
- U19 Ligaen: 2015–16, 2017–18 [15]